# Корисні копалини Катару
Корисні копалини Катару

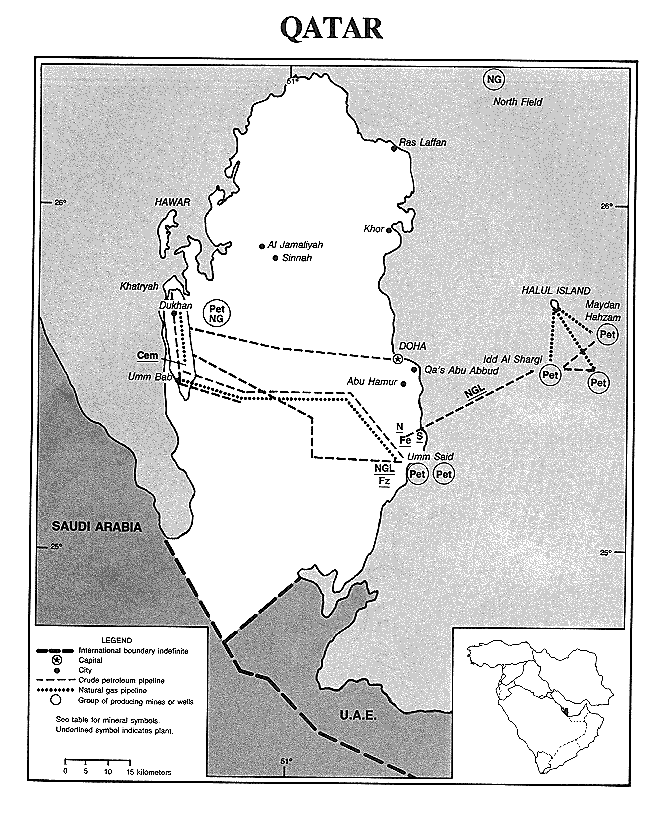
Корисні копалини Катару.

Корисні копалини Катару представлені головним чином нафтою та природним газом. Станом на 1998–1999 рр. підтверджені запаси нафти становили 569 млн т (частка у світі 0,4%), природного горючого газу — 8 500 млрд м³ (частка у світі — 5,8%). Це треті у світі (після Росії та Ірану) запаси природного газу. Загальні запаси нафти на 2000 р.: 900 млн т, ресурси природного газу — 20 трлн м³ (понад 5 % світових ресурсів). За оцінками British Petroleum на 2003 р. запаси газу Катару (трлн м³), частка у світі і роки видобутку, що залишилися: 14 (9 %), понад 100 років. 
У Катарі розташоване велике морське газове родовище Норт (Норт-Філд) з доведеними запасами 6,76 трлн м³; геологічні запаси перевищують 10–12 трлн м³.
Крім того, в Катарі виявлені поклади фосфатів, сірки, азбесту, гіпсу і марганцевої руди.